# سيدني إف. فوستر
سيدني إف. فوستر (بالإنجليزية: Sydney F. Foster)‏ هو محامي وقاضي أمريكي، ولد في 23 مارس 1893، وتوفي في 21 نوفمبر 1973.